# Hartina Flournoy

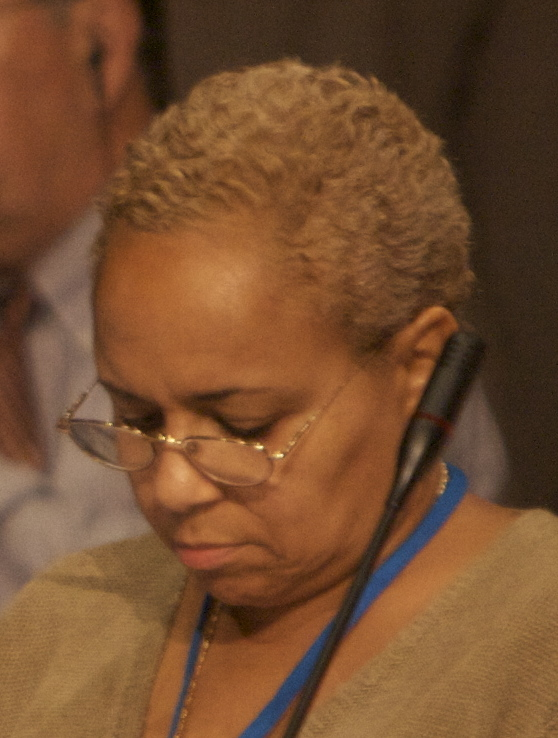
Hartina Flournoy

Hartina M. Flournoy (geb. 30. April 1956) ist eine US-amerikanische Politikberaterin und Anwältin, die als Stabschefin des US-Präsidenten Bill Clinton tätig war. Sie ist die Stabschefin der US-Vizepräsidentin Kamala Harris.
Flournoy machte 1978 ihren Abschluss an der Georgetown University und erwarb 1984 einen Juris Doctor am Georgetown University Law Center. Nach ihrem Abschluss am Georgetown Law Center arbeitete sie als Gerichtsschreiberin für Julia Cooper Mack am District of Columbia Court of Appeals. Sie war Assistentin des Präsidenten für Public Policy bei der American Federation of Teachers, einer Gewerkschaft, die 1,6 Millionen Mitglieder vertritt. Dort leitete sie die Arbeit der Abteilungen Legislative, Politik, Außendienst und Mobilisierung sowie Menschenrechte und Community Outreach.
1992 war Flournoy Rechtsberaterin von Paul Kirk und Ron Brown im Demokratischen Nationalkomitee, General Counsel für den Demokratischen Nationalkongress 1992, stellvertretende Wahlkampfleiterin für Bill Clinton und Al Gore und Mitarbeiterin im Büro für Präsidentenpersonal des Weißen Hauses. Während der Präsidentschaftswahlen in den Vereinigten Staaten im Jahr 2000 war Flournoy als Stabschef des demokratischen Vizepräsidentschaftskandidaten Joe Lieberman und als Finanzdirektor für die Präsidentschaftskampagne von Al Gore 2000 tätig.